# Arklow
Arklow is een plaats in het Ierse graafschap Wicklow. De plaats telt 11.712 inwoners. Arklow ligt aan de monding van de rivier de Avoca.

## Vervoer
Arklow ligt aan de spoorlijn Dublin - Rosslare. Vanaf het station vertrekken op werkdagen vijf treinen in beide richtingen.
De M11, de hoofdroute van Dublin naar Wexford loopt direct ten westen langs de stad.